# Particl (Kryptowährung)
Particl (Abkürzung: PART) ist ein blockchainbasiertes Open-Source-Projekt aus dem Bereich der Kryptowährungen. Particl hat als erstes Projekt die von CryptoNote beschriebenen Schwachstellen im Bitcoinsystem beseitigt. Im Juli 2019 wurde die Übereinstimmung der von Particl erweiterten Bitcoin-Code-Basis mit den von S. Noether und B. Bünz beschriebenen MLSAG- und Bulletproof-Protokollen durch ein unabhängiges Sicherheits-Audit erstmals beschrieben. Am 16. Juli 2019 führte Particl als erstes Krypto-Projekt die von CryptoNote und Monero herrührende Privatsphären-Technologie auf seiner auf Bitcoin basierenden Blockchain ein. Particl gilt als technologischer Vorreiter bei der Implementierung von Privatsphären-Technologien. Particl, und das ihm zugrundeliegende Projekt ShadowCash, dienen als Vorlage für zahlreiche weitere Krypto-Projekte aus dem Bereich der wachsenden Anzahl an Privatsphären-Coins, wie z. B. Verge, Ghost, Divi, DarkPay, Veil, u. a.
Von 2014 bis 2018 gehörten Particl bzw. ShadowCash mit einer Marktkapitalisierung von bis zu 200 Millionen Euro zu den fünfzig bedeutendsten Krypto-Projekten. Particl wird von einer Schweizer Stiftung aktiv unterstützt und kontinuierlich weiterentwickelt. Particl veröffentlichte am 12. August 2019 seinen ersten dezentral aufgebauten Peer-to-Peer-Marktplatz. Der Particl-Marktplatz nutzt die proprietäre Kryptowährung PART als alleiniges Zahlungsmittel zur Abwicklung jeglicher Handelsaktivitäten nach dem spieltheoretischen MAD-Escrow-Prinzip. Durch einen in der Marktplatz-Anwendung integrierten Tausch- und Wechsel-Service können nicht-proprietäre Kryptowährungen an externen Handelsplätzen in PART umgetauscht werden. Damit wurde erstmals ermöglicht, Online-Handel zu betreiben, ohne nachverfolgbare persönliche Daten an „Mittelsmänner“, z. B. Zahlungsdienstleister oder Handelsplattformen, preisgeben zu müssen.

## Geschichte
Particl ist aus dem Vorgänger-Projekt ShadowCash nach einem Token-Exchange (Coin-Swap) als eigenständiges Projekt hervorgegangen. Besitzer von SDC-Token (ShadowCash Kryptowährung) waren für einen gewissen Zeitraum (4 Wochen) exklusiv berechtigt SDC-Token im Verhältnis 1:1 gegen PART-Token einzutauschen. Die Umtausch-Periode begann am 18. März 2017 und endete am 15. April 2017. Die 1658 Teilnehmer des Token-Exchange konnten zusätzlich „vergünstigte“ PART für 1 USD/PART durch eine einmalige Spende in Bitcoin (BTC-Token) beziehen.
Der Particl Genesis-Block wurde am 17. Juli 2017 generiert und wird seitdem, basierend auf einem spezifischen Proof-of-Stake Konsensverfahren (PPoS), dezentral fortgeführt. Die Zielsetzung des Particl-Blockchain-Projekts ist die Bereitstellung einer auf Privatsphäre bedachten und zensurresistenten Distributed-Ledger-Plattform (DLT). Die Particl-Blockchain unterstützt Smart-Contracts sowie die Anbindung alternativer Krypto-Token an das anonymisierte Transaktionsverfahren des PART-Token.
Die Entwicklung der ersten dezentralen Particl Anwendung (dApp) wird maßgeblich von der am 29. Juni 2017 in Zug (Schweiz) gegründeten Particl-Foundation, einer Stiftung, unterstützt. Die finanziellen Mittel erhielt die Stiftung zum einen aus dem SDC/Particl-Token-Exchange, ca. 590 Bitcoin, welche zum damaligen Zeitpunkt in etwa 750.000 USD entsprachen, einem Second-Fundraising (996.000 PART), sowie einem 10 % Anteil an der kontinuierlich ausgeschütteten Blockbelohnung (Staking-Rewards) von jährlich 2 % auf den jeweiligen Gesamt-Tokenbestand. Die Stiftung berichtet vierteljährlich über die ihr zur Verfügung stehenden liquiden Mittel und Vermögen.

## Technologie
| Bitcoin Core | Bitcoin Core  | Particl Core | Particl Core                  |
| Version      | Release-Datum | Version      | Release Datum                 |
| ------------ | ------------- | ------------ | ----------------------------- |
| 0.14.2       | 17. Jun. 2017 | 0.14..2      | 17. Juli 2017 (Genesis Block) |
| 0.15.0       | 14. Sep. 2017 | 0.15.0.2     | 29. Sep. 2017                 |
| 0.15.0.1     | 19. Sep. 2017 | 0.15.0.2     | 29. Sep. 2017                 |
| 0.15.1       | 11. Nov. 2017 | 0.15.1       | 17. Nov. 2017                 |
| 0.16.0       | 26. Feb. 2018 | 0.16.0.1     | 26. Mär. 2018                 |
| 0.16.2       | 15. Jun. 2018 | 0.16.2.0     | 15. Jun. 2018                 |
| 0.17.0       | 3. Okt. 2018  | 0.17.0       | 13. Okt. 2018                 |
| 0.17.0.1     | 30. Okt. 2018 | 0.17.0.1     | 1. Nov. 2018                  |
| 0.17.1       | 25. Dez. 2018 | 0.17.1.0     | 1. Jan. 2019                  |
| 0.18.0       | 2. Mai 2019   | 0.18.0.7     | 9. Mai 2019                   |
| 0.18.1       | 9. Aug. 2019  | 0.18.1.2     | 12. Aug. 2019                 |
| 0.19.0.1     | 24. Nov. 2019 | 0.19.0.1     | 3. Dez. 2019                  |
| 0.19.1       | 9. Mär. 2020  | 0.19.1.1     | 23. Apr. 2020                 |
| 0.21.0       | 14. Jan. 2021 | 0.21.0.1     | 23. Jan. 2021                 |

### Blockchain
Die Particl-Blockchain mit ihrem nativen PART-Token ist technologisch eine Hardfork von der Bitcoin-Blockchain. Um auch zukünftig von der Sicherheit und technologischen Weiterentwicklung Bitcoins partizipieren zu können (z. B. Lightning, Atomic-Swaps …), wird die Particl Code-Basis fortlaufend mit der Bitcoin Code-Basis abgeglichen und aktuell gehalten.
Die Particl-Blockchain setzte von Beginn an auf ein Proof-of-Stake Konsensverfahren (PPoS) mit nativem SegWit-Support. Dazu wurde PoSv3 durch Cold-Staking zum sogenannten Particl Proof-of-Stake Konsens (PPoS) erweitert. Cold-Staking-Pools ermöglichen Inhabern von PART-Tokens, ohne Kontrollverlust über ihre eingesetzten PART-Token, und ohne permanente Internetverbindung bzw. aktive Node-Bereitstellung, sich kontinuierliche Staking-Erträge ("Blockbelohnung") gutschreiben zu lassen.
Particl möchte in möglichst enger Anlehnung an die Bitcoin-Code-Basis, erweiterte Möglichkeiten zum Schutz der individuellen Privatsphäre bieten. Dazu wird die Nachverfolgbarkeit einzelner Token durch Anonymisierungstechniken wie Confidential Transactions (CT) oder Ring-Signaturen (RingCT) erschwert. Durch die Implementierung von Bulletproofs wird bei RingCT-Transaktionen der auf der Blockchain notwendige Speicherbedarf minimiert.
Neben dem von Bitcoin bekannten öffentlichen Token Status „public“, verfügt Particl über zwei weitere Token Status. Beim Status „blind“ wird mittels CT der Betrag der jeweiligen Token-Transaktion verschleiert. Beim Status „anon“ wird durch RingCT+Bulletproofs neben dem Betrag auch noch die Sender- und Empfänger-Adresse verborgen. Durch die native Integration aller drei Token-Status auf einer Blockchain können PART-Token durch eine gewöhnliche Token-Transaktion beliebig zwischen den drei Token-Status konvertiert werden.

### Anwendungen

#### Geldbörsen/Wallets
Der Particl-Token wird dezentral auf einer Blockchain gespeichert. Zugang zu den jeweiligen Tokens gewährt nur der jeweils zur öffentlichen Token-Adresse gehörende private Schlüssel. Die privaten Schlüssel werden auf sogenannten Geldbörsen oder Wallets gespeichert. Zur Verwaltung der privaten Schlüssel stehen folgende Particl-Anwendungen zum Download zur Verfügung:
- Particl Desktop (für Win/Mac/Linux)
- Particl Core Qt (für Win/Mac/Linux) unterstützt Ledger Nano S
- Particl Copay (Mobile App für Android/iOS)

#### Marktplatz
Der Particl Marktplatz besteht aus einem allgemein zugänglichen Marktplatz, dem sogenannten Open Marketplace, sowie zahlreichen individuell zugänglichen privaten Marktplätzen, den sogenannten Storefronts. Jeder Marktplatz verfügt über einen eindeutigen Schlüssel (Marketplace-Key), der Zugang zum jeweiligen Marktplatz gewährt (verfügbar ab Desktop Release 2.4.0). Alle Particl-Marktplätze sind als P2P-Marktplätze aufgebaut. Sie bringen Käufer und Verkäufer auf direktem Weg und ohne Mittelsmann oder Vermittler miteinander in Handelsbeziehung. Kauf- und Verkaufsbedingungen können frei ausgehandelt werden (z. B. Übergabe des Kaufobjekts). Optional kann die Marktplatz-Anwendung über das Tor-Netzwerk betrieben werden. Die Anwendung verfügt über ein integriertes verteiltes Speichernetzwerk (DSN), auf welchem sämtliche Marktplatz Inserate und Anzeigen verschlüsselt und frei von Meta-Daten zeitlich befristet abgelegt sind. Für die Nutzung des DSN sind vom Verkäufer Listing-Gebühren zu entrichten, welche im Rahmen des Proof-of-Stake als zusätzliche Staking-Rewards wieder an die Staker ausbezahlt werden.
Die Zahlungsabwicklung zwischen Käufer und Verkäufer erfolgt anhand eines spieltheoretischen MAD-Escrow-Verfahrens. Dabei müssen beide Vertragspartner ein ausreichend hohes Pfand in einen Multisignature-Smart-Contract hinterlegen, wobei die als Pfand zu hinterlegenden PART-Token erst nach vollständigem und beidseitig zufriedenstellendem kaufvertraglichen Erfüllungsgeschäft zurückerstattet werden. Zur Zahlungsabwicklung kommen ausschließlich anonymisierte PART-Token, sogenannte anon-coins, zum Einsatz. Durch die obligatorische Verwendung von anon-coins (private-by-default) soll eine Aushöhlung des Privatsphärenschutzes vermieden werden. Über die Rechtmäßigkeit der auf dem Marktplatz gelisteten Inserate entscheidet die Particl-Community in Form einer kollektiven Selbstverwaltung mittels public-coins. Die Notwendigkeit zur Einführung eines dritten Coin-Status, den blind-coins, begründet sich in der Anwendung von Smart-Contracts.

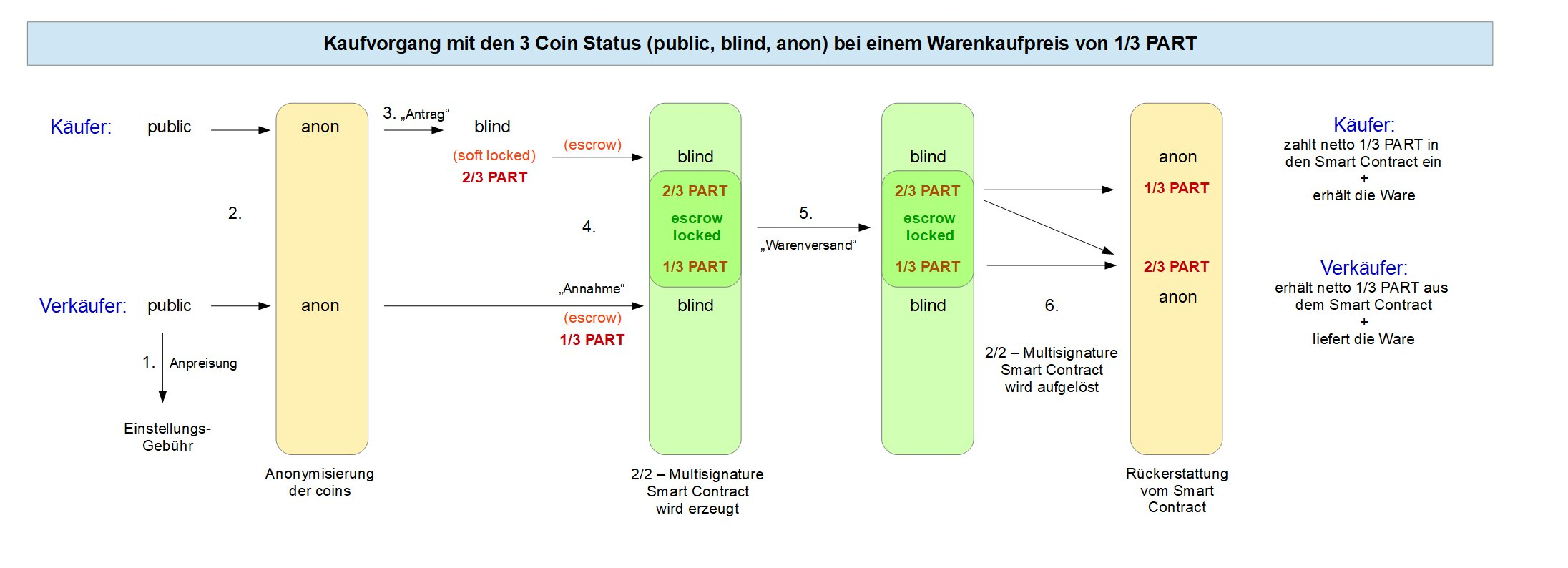
Schematischer Zahlungsablauf beim Particl Marktplatz

### Audits und Reviews
Im Mai 2019 wurde ein Security-Audit bei Quarkslab SAS bezüglich des Ring-Signature-Protokolls (MLSAG) sowie Bulletproof-Protokolls in Auftrag gegeben. Dabei wurden keine Sicherheitslücken gefunden, die die Sicherheit der Protokolle schwächen könnten. Des Weiteren wurde ein Code-Review bei WeSecureApp (WSA) und eine Traceability und Linkability Analyse der Particl RingCT-Implementation beim New Jersey Institute of Technology (NJIT) in Auftrag gegeben.

### Ausblick
Neben der Funktionserweiterung des Particl-Marktplatzes sollen zukünftig auch Side-Chain-Anwendungen, wie z. B. Lightning, unterstützt werden. Die Einbindung zusätzlicher Krypto-Token in die Marktplatz-Anwendung soll durch Atomic Swaps vereinfacht werden. Ein Software-Development-Kit (SDK) zur Unterstützung von Drittanbietern, welche eigenen Anwendungen auf die Particl-Blockchain aufsetzen möchten, ist zukünftig ebenfalls vorgesehen.
| Datum         |                                                                                                  |  | Datum         |                                                                                                 |  | Datum         |                                                                                           |
| ------------- | ------------------------------------------------------------------------------------------------ |  | ------------- | ----------------------------------------------------------------------------------------------- |  | ------------- | ----------------------------------------------------------------------------------------- |
| 17. Jul. 2017 | Particl Blockchain startet mit Genesis-Block                                                     |  | 31. Mai 2018  | Particl Marketplace (Alpha) wird für die Testnet-Umgebung freigegeben                           |  | 9. Mai 2019   | Particl Copay mit Cold Staking Unterstützung                                              |
| 24. Sep. 2017 | Particl Mainnet ermöglicht Atomic Swaps                                                          |  | 7. Aug. 2018  | Cold Staking wird nun auch mit Ledger Nano S (Hardware-Wallet) möglich                          |  | 4. Jul. 2019  | Particl Desktop 1.4.0 – Vorbereitung auf RingCT + Bulletproofs Hardfork + New Look / Logo |
| 2. Okt. 2017  | Particl Copay – Start der mobilen App für Android                                                |  | 17. Jan. 2019 | Integration zusätzlicher Kryptowährungen in Particl Copay 5.4.1 (mobile Wallet)                 |  | 16. Jul. 2019 | Hardfork zum Mainnet-Release von RingCT und Bulletproofs                                  |
| 10. Nov. 2017 | Hardfork zur Unterstützung von Cold-Staking und Schutz vor Quanten-Rechner-Angriffen             |  | 1. Mär. 2019  | Hardfork zur Ermöglichung von Abstimmungen (Network Governance) und Multisignature Cold-Staking |  | 12. Aug. 2019 | Desktop 2.0.0 – Release vom Particl Open Marketplace                                      |
| 5. Jan. 2018  | Cold Staking, der verbesserte Proof of Stake (PoSv3) zum Schutz vor Meltdown und Spectre Exploit |  | 8. Mär. 2019  | Particl erhält neues Logo                                                                       |  | 17. Sep. 2019 | Private Cold Staking                                                                      |
| 17. Feb. 2018 | Particl Desktop 1.1 wird veröffentlicht                                                          |  | 21. Mär. 2019 | Particl Desktop unterstützt Multi-Wallets (mehrere Geldbörsen)                                  |  | 25. Nov. 2019 | Desktop 2.3.0 mit BTC in-wallet exchange module                                           |

## Kritik

### SDC/PART Coin-Swap
Das an das ehemalige ShadowCash-Projekt anknüpfende Particl-Projekt stand insbesondere aufgrund seines unglücklich und wenig professionell durchgeführten Token-Exchange lange Zeit in der Kritik der Shadow- und Krypto-Community. Obwohl das Shadow- bzw. Particl-Team wahrscheinlich mit besten Vorsätzen die Community für eine Fortsetzung der Zusammenarbeit im Particl-Projekt gewinnen wollte, haben stringente und im Vorfeld nicht rechtzeitig mit der Community kommunizierte Token-Exchange-Vorgaben zu starken kursrelevanten Anpassungen noch während des Token-Exchange geführt. Die daraus resultierenden Marktverzerrungen ließen zunächst Scam-Vorwürfe aufkommen, welche sich schlussendlich aber als nicht zutreffend herausstellten.
| | ursprünglich                     | neu | Verwendung |
| --- | -------------------------------- | --- | --- |
| BTC-Spende (max. 15 %) mit vergünstigtem PART-Bezugspreis (1 PART = 1 USD)                                           | Frist von 2-Tagen                | Frist von 5-Tagen | ca. 590 gespendete BTC (1. Finanzierungsrunde) Zur Unterstützung des Particl-Projektes durch die Particl-Foundation. Finanzierung des Projekts bis 29. Mai 2019 (ursprünglich vorgesehen bis 30. Nov. 2017).               |
| Zuweisung nicht eingetauscher PART-Token                                                                             | 100 % Particl Foundation         | 80 % Particl Community 20 % Particl Foundation | Freiwillige Einbringung in "Community Initiative" |
| Weitere Projekt-Finanzierung durch PART-Token                                                                        | wenig bzw. schlecht kommuniziert | 15 % von Gesamtanzahl aller PART-Token (996.000 PART) | 996.000 PART-Token (2. Finanzierungsrunde) Zur Unterstützung des Particl-Projektes nach dem 29. Mai 2019 (ursprünglich vorgesehen nach dem 30. Nov. 2017)                                                                  |
| Freiwillige „Community Initiative“ Nachträglicher Umtausch von SDC-Token in PART-Token (unabhängig vom Particl-Team) | nicht vorgesehen                 | Umtauschverhältnis 2:1 für SDC-Tokens durchgängig in Besitz seit 18. April 2017. Für SDC-Tokens in Besitz ab 19. April 2017 unklare Umtauschverhältnisse weil abhängig von Community-Entscheidung (Umtausch möglich bis Ende 2017) | ca. 122.182,36 PART wurden gegen SDC-Token nachträglich von der Community umgetauscht 33.817,64 nicht abgerufene PART-Token blieben unter Kontrolle der Particl-Community (Stand Juni 2020: noch 25.818,98 PART verfügbar) |

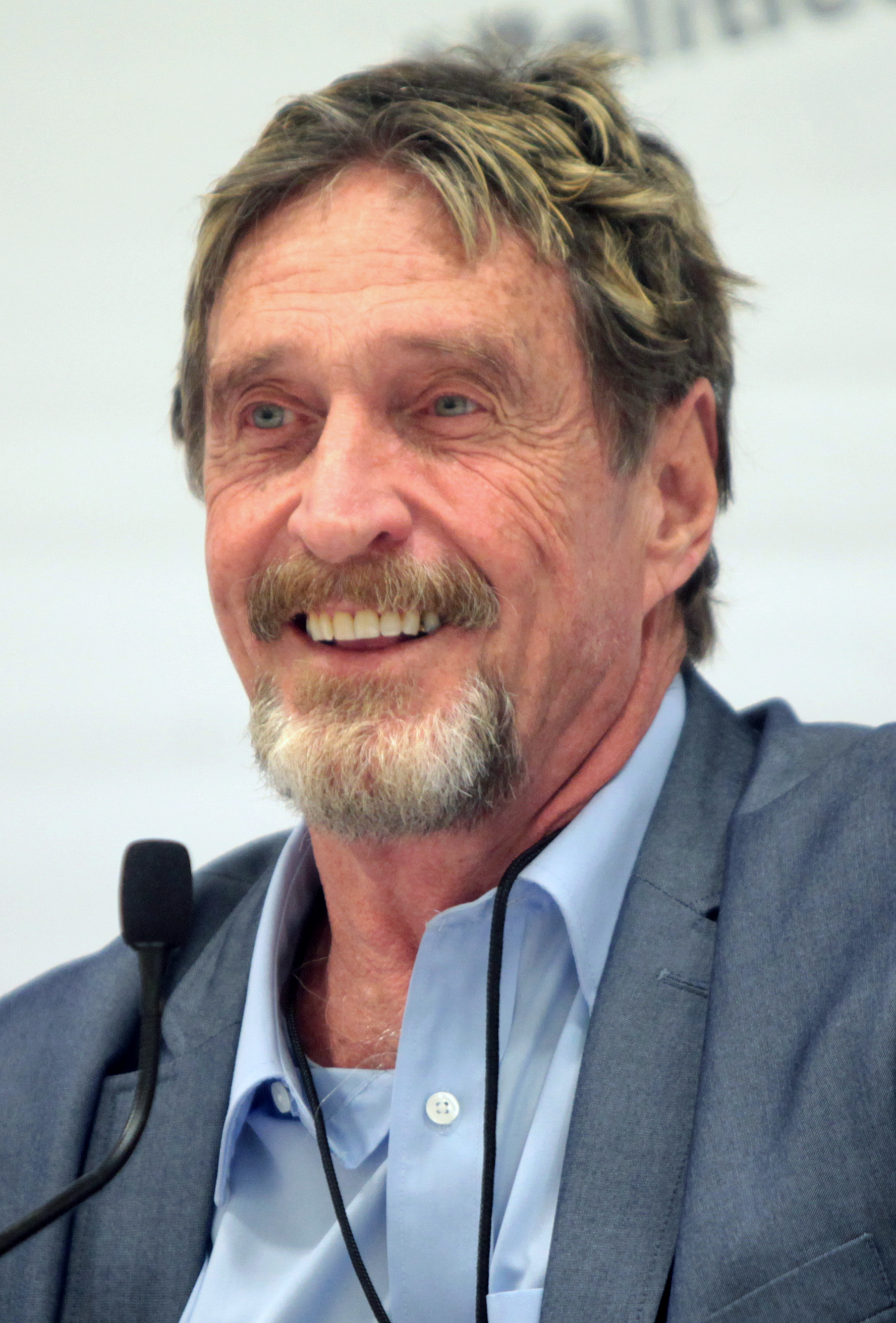
"Initially diverged from Bitcoin, Particl has been greatly developed and improved upon by their engineering team" – John McAfee

### Nähe zum Darknet
Mit Abschluss des SDC/Particl Coin-Swap wurde die Weiterentwicklung des geplanten P2P-Marktplatz „Umbra“ und das Shadow-Projekt in Gänze quasi eingestellt. Verschiedene Medien hatten dem Projekt eine Nähe zu „Silk Road“ unterstellt. Durch die Tatsache, dass die Kernfunktionen des neuen Marktplatzes nahezu identisch sind mit dem vorhergegangenen Projekt, lässt es sich nicht ausschließen, dass dieser neue Marktplatz für Darknet qualifizierende Handlungen genutzt werden könnte.

### Forks von Particl
Im Juni 2020 veröffentlichte der amerikanische Unternehmer und Entwickler von Computersicherheits-Software, John McAfee, ein Whitepaper, in welchem er dem Particl-Projekt bestätigt, dass der Particl Marktplatz sein Versprechen bei Transaktionen vollständige Privatsphäre zu bieten, einhält. Aus diesem Grund war es für das Entwicklungsteam seines Ghost-Projektes eine einstimmige Entscheidung, die Particl-Codebasis als Grundlage (Hardfork) für sein auf Privatsphäre zu optimierendes Ghost-Projekt vorzusehen. Bereits im August 2020 distanzierte sich McAfee wieder vom Ghost-Projekt. Am 5. März 2021 wurde eine Anklageschrift gegen McAfee veröffentlicht, in der ihm Betrug und Geldwäsche im Zusammenhang mit früheren Krypto-Projekten vorgeworfen wird.

### Bug Bounty Program
Am 22. Januar 2019 veröffentlichte eine Gruppe von Studenten eine Sicherheitslücke im PoSv3-Protokoll. Nach vorheriger Kontaktaufnahme durch die Gruppe wurde die Sicherheitslücke mit dem Particl Core Release 0.17.01 bereits im Oktober 2018 behoben. Am 29. Juni 2019 veröffentlichte art_of_bug einen ähnlichen Angriffsvektor auf das Particl-Netzwerk und bemängelte, dass bei Particl kein definiertes Bug Bounty Program vorhanden sei. Particl führte daraufhin ein entsprechendes Bug Bounty Program ein.
Am 25. Februar 2021 entdeckten die Particl-Entwickler eine kritische Sicherheitslücke, welche einem Angreifer erlaubte, eine unbegrenzte Anzahl an PART-Token zu generieren. Durch die mögliche Anonymisierung der PART-Token konnten unrechtmäßig generierte PART-Token teilweise auf Börsenplätzen angeboten und zum Verkauf gebracht werden. Daraufhin hat die Particl-Entwickler-Community beschlossen, die Gesamtzahl an Part-Token außerplanmäßig dem neuen Bestand anzupassen.